# Бойко Володимир Єлисейович
Володимир Єлисейович Бо́йко (27 вересня 1925, Єрківці — 11 травня 1987, Львів) — український радянський скульптор; член Спілки радянських художників України з 1968 року.

## Біографія
Народився 27 вересня 1925 року в селі Єрківцях (нині Бориспільський район Київської області, Україна). У часи німецько-радянської війни брав участь у партизанському русі на Київщині. Нагороджений орденом Вітчизняної війни I ступеня (23 грудня 1985).
У 1948—1954 роках навчався у Львівському інституті прикладного та декоративного мистецтва, був учнем Івана Севери. Дипломна робота — декоративна скульптура «Пам'ятник поету Гурамішвілі» (керівник Ростислав Сильвестров; оцінка — відмінно, похвала державної екзаменаційної комісії).
Член КПРС від 1954 року. Мешкав у Львові в будинку на вулиці Тургенєва, № 51А, квартира № 5. Помер у Львові 11 травня 1987 року. Похований у Львові на Личаківському цвинтарі.

## Творчість
Працював у галузях станкової та монументальної скульптури. Серед робіт:
станкова скульптура
- портрет поета Дмитра Павличка (1961, граніт, 63×48×48; Львівська галерея мистецтв)[4];
- «Колгоспниця Прикарпаття» (1964, граніт, 100×106×80; Львівська галерея мистецтв)[5];
- «І день іде, і ніч іде…» (портрет Тараса Шевченка) (1964, тонований гіпс, 92×77×87)[6];
- «Герой Радянського Союзу Терентій Новак» (1965, граніт, 50×45×45)[5];
- «Думи» (1967);
- «Дівчина з легенди» (1968, мармур, 70×35×30)[5];
- «Командир партизанського загону контр-адмірал Ю. Собесяк» (1970, гіпс);
- портрет командира української роти партизанського загону Д. М. Медведєва — Б. І. Сухенка (1977, тонований гіпс, 71×36×50)[7];
- «Молодість Африки — випускник ЛПІ Ельхусейн Камара з Канакрі» (1980, тонований гіпс, 60×47×45)[8];

монументальні роботи

Надгробний пам'ятник на могилі Костянтина Карандєєва.

- пам'ятники землякам, загиблим у німецько-радянській війні, створені спільно із Зінаїдою Расіною для сіл Сошичне (1963)[9], Навіз (1968)[10], Жашковичі (1969)[9], Немир (1969)[10], у місті Ченівцях на вулиці Зоряній, № 3 (1970)[11], а також спільно з іншими архітекторами у селах Завидовичі (1972, архітектор Зіновій Підлісний)[12], Пониква (1974, архітектор А. Величко)[13];
- пам'ятник Володимиру Леніну в селі Завидовичах (1965)[12];
- пам'ятник на братській могилі радянських солдатів і односельчан у селі Куликові Львівської області (1967)[14];
- пам'ятник на могилі Костянтина Карандєєва на Личаківському цвинтарі[15](архітектор Василь Каменщик[16]);
- радянський військовий меморіал «Марсове поле» у Львові (1974, архітектори Василь Каменщик, Андрій Шуляр)[17];
- пам'ятник землякам, загиблим у німецько-радянській війні у селі Заріччі (1978, архітектор Василь Каменщик)[18].

нереалізовані роботи
- проєкт монументу солдатам 1-го Українського фронту (1958);
- конкурсний проєкт пам'ятника возз'єднанню України на Високому замку у Львові. Відзначений премією (1968, співавтори скульпторка Теодозія Бриж, архітектори Ярослав Новаківський, Василь Каменщик)[16];
- конкурсний проєкт пам'ятника звільненню Закарпаття на Верецькому перевалі у Карпатах (1968, співавтор архітектор Василь Каменщик)[16];
- проєкт пам'ятника керівнику Головного інституту кібернетики СРСР академіку Віктору Глушкову в Києві і Феофанії (1983, співавтор архітектор Василь Каменщик)[16].

Брав участь в обласних, республіканських виставках з 1967 року, всесоюзних — з 1965 року.